# Sergey Kirdyapkin
Sergey Alexandrovich Kirdyapkin (em russo:  Сергей Александрович Кирдяпкин; Insar, 18 de junho de 1980) é uma atleta russo, campeão mundial da marcha atlética. Campeão olímpico da prova em Londres 2012, teve sua medalha de ouro cassada em 2016 por doping.
Sergey compete na maior das distâncias da marcha, os 50 km, onde conquistou por duas vezes o título de campeão mundial, em Berlim 2009 e Daegu 2011. Em Londres 2012 tornou-se campeão olímpico, vencendo a prova em  3h35m59, novo recorde olímpico e a quarta melhor marca de todos os tempos.
Ele é treinado pelo técnico russo Viktor Chergin, também técnico dos campeões olímpicos e mundiais Valeriy Borchin e Olga Kaniskina, e vive no centro de atletismo de Saransk, cidade a 600 km de Moscou, onde existe o único centro de treinamento específico de marcha atlética do mundo, com uma pista de 330 m - ao invés dos habituais 400 m de todo estádio de atletismo - que permite trabalhar melhor o ritmo do atleta da marcha em quilômetros.

## Doping
Em janeiro de 2015, junto com diversos outros marchadores e atletas russos campeões olímpicos, Kirdyapkin foi suspenso do atletismo pela RUSADA, a agência antidoping russa, por alegado doping de sangue. Este tipo de doping é verificado através de uma alteração no "passaporte biológico" do atleta. Kirdyapkin foi suspenso por 3 anos e 2 meses, iniciando em outubro de 2012, com todos os seus resultados nos períodos de 15 de julho e 16 de setembro de 2009  e 30 de julho e 8 de novembro de 2011 anulados, o que incluiria sua medalha de ouro de campeão mundial em Berlim 2009.
Em 15 de março de 2015, a IAAF entrou com um recurso junto ao Tribunal Arbitral do Esporte, na Suíça, questionando a seletividade dos períodos de suspensão dados pela RUSADA a Kirdyapkin e demais atletas russos envolvidos, que o permitiam manter sua medalha de ouro conquistada em Londres 2012. Em 24 de março de 2016, após a apelação da IAAF, o Tribunal Arbitral cassou todas as suas medalhas e conquistas realizadas entre fevereiro de 2011 e dezembro de 2012, retirando-lhe o ouro olímpico.